# Уапити
Уапити (Cervus canadensis) е вид едър бозайник от семейство Еленови (Cervidae). Разпространен е в Северна Америка.

## Подвидове
- C. canadensis alashanicus
- C. canadensis canadensis †
- C. canadensis manitobensis
- C. canadensis merriami †
- C. canadensis nannodes
- C. canadensis nelsoni
- C. canadensis roosevelti – Рузвелтов благороден елен
- C. canadensis songaricus